# Telecomunicações do Acre

## Teleacre
A Teleacre – Telecomunicações do Acre S.A. foi uma empresa estatal brasileira responsável por prover serviços de telefonia fixa no estado do Acre. Criada em 23 de dezembro de 1972, como parte da reorganização das telecomunicações promovida pelo governo federal, integrou o conjunto de operadoras controladas pelo Sistema Telebrás. Atuou com exclusividade no Acre até a privatização do setor, em 1998, quando foi incorporada pela Brasil Telecom.

## Historia
Nas décadas de 1960 e 1970, o Brasil enfrentava grandes desafios na oferta de serviços de telecomunicações. O acesso à telefonia era restrito, custoso e concentrado nas regiões Sul e Sudeste. No estado do Acre, a situação era ainda mais precária: havia pouquíssimas linhas telefônicas, muitas delas operando via sistemas de rádio ou centrais manuais, frequentemente acionadas por telefonistas.
Em resposta a essa realidade, o governo federal, durante o regime militar, iniciou uma política de integração nacional e desenvolvimento das regiões mais isoladas. Como parte dessa estratégia, foi criada, em 1972, a holding estatal Telebrás, que passou a concentrar o controle das telecomunicações e fundou operadoras estaduais em todos os estados da federação, incluindo a Teleacre.

## Fundação e início das operações
A Teleacre foi oficialmente constituída em 23 de dezembro de 1972, com sede em Rio Branco. Sua missão era implantar, operar e expandir os serviços públicos de telecomunicações em todo o território acreano, incluindo áreas urbanas, rurais e ribeirinhas.
No início de suas atividades, a empresa operava centrais telefônicas automáticas e manuais, conectando gradativamente os municípios entre si e com o restante do país. Ao longo das décadas de 1970 e 1980, implantou sistemas de transmissão por rádio e micro-ondas, além de instalar pequenas centrais de comutação em cidades como Cruzeiro do Sul, Tarauacá, Feijó e outras localidades.
Em regiões extremamente remotas, a comunicação ainda era feita por meio de rádios do tipo HF (alta frequência), utilizados principalmente por órgãos públicos, serviços de saúde e segurança.

## Expansão e modernização
Nas décadas de 1980 e 1990, a Teleacre expandiu sua infraestrutura técnica, com a instalação de cabos coaxiais e, posteriormente, sistemas digitais. Iniciou projetos de ampliação da rede de telefonia fixa e melhoria na qualidade das chamadas, além de implementar serviços como telefonia pública, telefonia rural e, no fim dos anos 1990, o acesso discado à internet.
Apesar dos avanços, a empresa enfrentava desafios típicos das estatais do setor: limitações orçamentárias, burocracia interna e infraestrutura defasada, o que comprometia sua capacidade de acompanhar a crescente demanda por telecomunicações no estado.

## Privatização e incorporação pela Brasil Telecom
Com a promulgação da Lei Geral de Telecomunicações (1997), o governo brasileiro deu início ao processo de desestatização das operadoras públicas. A Telecomunicações Brasileiras S.A. foi desmembrada em várias empresas regionais, que foram leiloadas em blocos. A Teleacre foi incluída no bloco arrematado pela Brasil Telecom, que passou a operar a telefonia fixa em estados da Região Centro-Oeste, parte da Região Norte e da Região Sul.
Em 29 de julho de 1998, a Brasil Telecom assumiu oficialmente os ativos e operações da Teleacre. A marca foi descontinuada logo em seguida, dando lugar à nova operadora, que investiu na modernização parcial da rede e introduziu novos serviços, como telefonia digital, internet banda larga via ADSL e, mais tarde, telefonia móvel, sob a marca Oi, após a aquisição da Brasil Telecom em 2009.

## Legado
A Teleacre teve papel decisivo na integração do Acre ao sistema nacional de comunicações. Seu trabalho contribuiu para o desenvolvimento social e econômico do estado, possibilitando o acesso à informação em regiões antes isoladas. A empresa também foi responsável por capacitar diversos profissionais locais na área de telecomunicações e deixou uma base de infraestrutura que, apesar de posteriormente substituída por tecnologias mais modernas como Fibra óptica e telefonia celular, foi essencial para o progresso da região.

Sede da Oi em 2012, Aparentemente Reformada pós compra da Brasil Telecom. esta sede provavelmente atua na região na decada de 70, nas maos da Teleacre.

Apos Seu Desligamento pos privatização ainda podemos ver faixadas com Marca da Oi como atuante da area. pós dificuldades financeiras, as localidades da antiga teleacre hoje estao praticamente com cara de abandono. as localidades podem ser observadas pelo Google Maps somente em Cruzeiro do sul e Rio branco
Fontes:Telecomunicações Brasileiras S.A. | ChatGPT